# Fable Heroes
Fable Heroes é um jogo eletrônico de beat 'em up da série Fable, desenvolvido pela Lionhead Studios e publicado pela Microsoft Studios para Xbox 360. Anunciado no Xbox Spring Showcase de 2012, foi lançado em 2 de maio daquele ano como parte da promoção Xbox Live Arcade Next. É o primeiro jogo "familiar" da série Fable.
O designer-chefe Ted Timmins descreveu como a equipe "trouxe um toque moderno ao antigo e desatualizado sidescroller". Ele também mencionou que Fable Heroes se conectaria com Fable: The Journey. Ao completar tarefas em Fable Heroes, o jogador terá acesso a itens exclusivos em Fable: The Journey e vice-versa. Prêmios adicionais de avatar também estão disponíveis no jogo.

## Jogabilidade
Fable Heroes é um jogo de aventura hack and slash. O jogador joga como um dos 12 personagens dos quatro jogos Fable e é apresentado em forma de boneco de herói, que é um item reconhecível da série. O jogo apresenta até 4 jogadores cooperativos através do Xbox Live ou através do multiplayer local, bem como tabela de classificação online e contra-relógio para jogos competitivos. No jogo, o jogador viaja por Albion e luta contra inimigos familiares e novos inimigos para coletar moedas que são usadas para desbloquear novos itens e personagens em Fable Heroes, bem como Fable: The Journey, também há lutas contra chefes no jogo, bem como inimigos menores que são combatidos em grupos. Inimigos familiares da série incluem Chesty, Hobbes, Beetles e Hollow Men. Há também itens nos níveis, escondidos dentro de baús, que concedem ao jogador habilidades temporárias, como Slow Time, e itens que dão ao jogador disfarces temporários, como um Hobbe Costume, que escondem o jogador dos inimigos relevantes para que eles não ataquem o jogador. O jogo também apresenta minijogos separados do jogo principal e baseados em várias ideias da série, que incluem corridas de carrinhos de mina e evitar galinhas por um determinado período de tempo.

## Desenvolvimento
Fable Heroes foi iniciado durante o "Creative Day" que a Lionhead Studios realizava todos os anos, onde qualquer pessoa na Lionhead pode mostrar uma ideia para um jogo, o jogo foi aceito e uma pequena equipe de 5 pessoas, liderada pelo designer-chefe Ted Timmins, começou a trabalhar em Fable Heroes no início de 2011. O jogo foi então revelado no Xbox Spring Showcase em 2012 e foi lançado em 2 de maio como o terceiro título da Arcade Next Promotion.

## Recepção
As críticas para Fable Heroes foram bastante mistas, com uma variedade de pontuações de revisão altas e baixas de várias análises, sendo a mais baixa de Destructoid, que deu ao jogo um 3,5 de 10 dizendo que: "Se fosse um pouco emocionante de jogar, todos os seus problemas poderiam ser negligenciados em favor de uma capacidade de fornecer entretenimento familiar cooperativo simples. Infelizmente, não é". Em julho de 2012, o jogo obteve 55 de 100 pontos no Metacritic.